# Sub Dom
Under the Dome este un roman științifico-fantastic de Stephen King, publicat prima oară în noiembrie 2009. Parțial, este o rescriere a unor încercări de romane ale lui King de la sfârșitul anilor 1970 începutul anilor 1980 sub titlurile The Cannibals și Under the Dome. Așa cum King a afirmat pe site-ul său oficial, cele două lucrări neterminate "erau două încercări foarte diferite de a aborda aceiași idee, și anume despre modul cum oamenii se comportă atunci când sunt separați de societatea de care aparțin. Astfel, în memoria mea The Cannibals, ca și Needful Things, era un fel de comedie socială. Noul Under the Dome se joacă direct cu moartea." Din materialul original scris anterior, doar primul capitol este inclus în noul roman.

## Prezentare
La 21 octombrie, ora 11:44 AM, într-o zi de sâmbătă dintr-un an nespecificat de după 2012 (acest lucru fiind evident datorită referirii la un abțibild din anul 2012 al campaniei electorale a lui Barack Obama), micul oraș din Chester's Mill este brusc și înspăimântător separat de lumea exterioară printr-o barieră invizibilă, semipermeabilă, de origine necunoscută. Încercarea de trecere a barierei provoacă o serie de leziuni și decese, prinzându-l pe fostul căpitan Dale "Barbie" Barbara în timp ce încerca să părăsească Chester's Millr, din cauza unei dispute, în interiorul orașului.
Șeful poliției Howard "Duke" Perkins este imediat ucis atunci când stimulatorul său cardiac explodează după ce s-a apropiat prea mult de barieră. Acest lucru duce la dispariția ultimului oponent semnificativ al lui James "Big Jim" Rennie, vânzător de mașini la mâna a doua și al doilea edil a orașului. Big Jim exercită o influență semnificativă în Chester's Mill, el încercând să profite de oportunitatea de a folosi bariera ca parte a unui joc de putere de preluare a orașului.
Big Jim îl numește pe unul dintre acoliții săi, pe incompetentul Peter Randolph, ca noul șef al poliției. El începe, de asemenea, să crească numărul polițiștilor din Chester's Mill cu persoane dubioase, inclusiv fiul său, Junior Rennie, și prietenii acestuia. Junior are migrene frecvente cauzate de o tumoare pe creier, încă nedescoperită, care îi afectează și starea sa mentală. Fără știrea lui Big Jim, Junior bătea și strangula o fată până la moarte atunci când bariera a apărut, de asemenea a ucis o altă fată în timp ce era încadrat în forța de poliție.
În altă parte în Chester's Mill, Julia Shumway, editor al ziarului local, este sunată de colonelul James O. Cox, care are un mesaj pentru Barbie ca să-l contacteze. Când o va face, Cox îi solicită lui Barbie să acționeze ca omul guvernului în efortul de a opri blocada domului, așa cum a ajuns să fie numit. Datorita talentelor lui Barbie ca fost vânător de producători clandestini de bombe, Cox îi dă sarcina de a localiza sursa de putere a domului, suspectată a fi în interiorul domului. Cox este de asemenea în măsură să prevadă ramificațiile politice care vor apărea în acest oraș mic într-o astfel de situație. În virtutea unui ordin prezidențial, Barbie este reînrolat în armata SUA cu gradul de colonel plin. De asemenea, lui Barbie i se acordă printr-un decret autoritate asupra localității. Cu toate acestea, această acțiune nu este bine primită de către Big Jim și de banda sa de polițiști renegați.
În timp ce Big Jim încurajează pe ascuns și orchestrează inducerea sentimentelor de neliniște și panică în rândul orașului pentru a-și consolida puterea, Barbie, Julia și alți orășeni încearcă să oprească lucrurile care par să scape de sub control. După ce îl înfruntă pe Rennie de mai multe ori, Barbie este acuzat și arestat pentru patru crime. El este acuzat de uciderea reverendului Lester Coggins, cel care a spălat bani într-o mare operațiune cu metamfetamină condusă de Rennie. Mai este acuzat de uciderea văduvei lui Duke, Brenda Perkins, care a fost ucisă de Big Jim, dar și de uciderea celor două fete ucise de Junior. În timp ce Barbie se află la închisoare, alți rezidenți urmăresc sursa domului la o fermă abandonată, iar dispozitivul pare a fi extraterestru ca origine. Restricțiile emise de Rennie devin mai severe și forțele de poliție devin mai abuzive, făcând ca, în cele din urmă, unii locuitori să distrugă închisoarea în care se afla Barbie și să-l ucidă pe Junior cu câteva secunde înainte ca acesta să-l omoare pe Barbie.
Semiorganizata rezistență fuge la ferma abandonată, unde mai multe persoane ating obiectul ciudat și experimentează mai multe viziuni. Ei ajung la concluzia că dispozitivul a fost pornit de către extratereștrii "Leatherheads" (capete din piele, numiți astfel după aspectul lor) și, mai mult, că aceștia sunt extratereștri minori care au înființat Domul ca pe o formă crudă de divertisment, un fel de fermă de furnici folosită pentru a captura ființe simțitoare și pentru a permite răpitorilor să vadă tot ce se întâmplă în interior.
Într-o programată "Zi a Vizitatorilor", atunci când oamenii din afara Domului se pot întâlni la marginea acestuia cu oamenii din interior, Big Jim îl trimite pe Randolph și un detașament de poliție pentru a prelua din nou controlul fostei sale afaceri cu metamfetamină de la Phil "Chef" Bushey, care îl oprește pe Rennie să mușamalizeze operațiunea precum și să acumuleze mai mult de patru sute de rezervoare de propan stocate acolo ("Chef" vrea totul pentru el, motivând că "am nevoie de el pentru a găti"). Big Jim subestimează capacitatea lui Chef de autoapărare și a paranoiei induse de metamfetamină. Chef și mai noul ostracizat Andy Sanders (căruia Chef i-a permis utilizarea metamfetaminei) apără împreună laboratorul de un asalt armat. Mulți sunt uciși în schimbul de focuri care a urmat și Chef, care este rănit mortal, detonează un dispozitiv exploziv plastic pe care l-a pus în unitatea de producție a metamfetaminei. Explozia care a urmat, combinată cu propanul și produsele chimice ale metamfetaminei, dezlănțuie o furtună toxică suficient de mare pentru a incinera cea mai mare parte a orașului.
Peste o mie de locuitori ai orașului sunt repede incinerați în direct la televiziunea națională, rămânând în viață doar douăzeci și șase de supraviețuitori de la hambarul abandonat, un băiat orfan de la o fermă ascuns într-o pivniță de cartofi, Big Jim și consilierul lui informal Carter Thibodeau, ultimii doi aflați într-un adăpost antiatomic din oraș. Big Jim și Thibodeau se luptă în cele din urmă între ei pentru alimente și apă (de asemenea Big Jim își face griji că Thibodeau poate depune mărturie împotriva sa dacă va supraviețui), Big Jim îl înjunghie pe Thibodeau căruia îi scoate măruntaiele, doar pentru a muri câteva ore mai târziu, când halucinații cu morți care îi apar în față îl fac să fugă afară în mediul acum toxic. Supraviețuitorii de la hambar încep să asfixieze lent, în ciuda eforturilor depuse de Armată de a forța introducerea aerului curat prin pereții domului.
Barbie și Julia merg la dispozitivul de control ca să se roage de răpitorii lor ca să-i elibereze. Julia este în stare să între în legătură cu o singură femeie Leatherhead, care nu mai este însoțită de prietenii ei și, astfel, nemaifiind presată de aceștia. După ce îi spune în mod repetat că oamenii sunt ființe sensibile, reale, cu "mici vieți" reale, și, aducându-i aminte de un incident dureros din copilărie cu un extraterestru adolescent, Julia o convinge pe femeia Leatherhead să aibă milă de ei. Domul se ridică încet și dispare, permițând aerului toxic să se disipeze și eliberarând în cele din urmă orașul Chester's Mill.

## Personaje
- Dale "Barbie" Barbara - fost locotenent de armată, inițial numit căpitan de colonelul Cox, a devenit un vagabond după ce a părăsit Armata.
- Julia Shumway - o femeie cinică, spirituală, care deține și scrie la Democrat (în ciuda faptului că o republicană), ziarul local al orașului.
- James "Big Jim" Rennie - proprietar al unui magazin de vânzări auto second-hand, avid după putere. Când Perkins este ucis în ziua apariției barierei, Big Jim devine liderul de facto al orașului.
- Junior Rennie - este bătăușul orașului și fiul lui Big Jim.
- Eric "Rusty" Everett - un asistent medical bun la suflet de la Spitalul Cathy Russell.
- Joseph "Scarecrow Joe" McClatchey - un elev de treisprezece ani, este un skateboarder dedicat, împreună cu cei doi prieteni ai săi, Norrie Calvert și Benny Drake.

## Traduceri în limba română
Sub Dom, traducere de Mihnea Columbeanu, Editura Nemira, mai 2013

## Ecranizări
- Under the Dome (serial TV)